# Makó FC
A Makói Futball Club egy 1989-ben alapított makói sportegyesület és labdarúgócsapat. A csapat hivatalos mezszíne sárga-zöld.

## Története
Az első városi futballklub egyidős Makó első tényleges sportegyesületével, a Makói Atlétikai Klubbal (MAK), amit 1912-ben alapítottak. A labdarúgó-szakosztály első nagy sikerét a Csanád vármegyei bajnokság megnyerése jelentette 1914-ben. Az egyesület eleinte nem rendelkezett játéktérrel, így a csapat mérkőzéseit a vásártéren és a Lúdvár melletti tisztáson tartották. 1924 januárjában alakítottak ki először futballpályát, a Maros partján. Ugyanebben az évben a klub belépett a Magyar Labdarúgók Szövetségébe.
A MAK vezetésével elégedetlenek tábora 1924. február 3-án megalapították a Makói Torna Klubot (MTK); pályájukat egy Aradi utcai telken alakították ki, és tribünt is építettek. Az 1930-as évek vége fele anyagi gondok jelentkeztek; a pénzügyi problémák végül azzal oldódtak meg, hogy 1941-ben a Szeged-Csanádi Vasút kezébe került a csapat, és átalakult Makói Vasutas Sport Egyesületté (MVSE). 1943-ban felkerültek az NB II-be, a nézőszám a háborús helyzet ellenére stabilan a 2000 körül mozgott. A MAK és az MVSE mérkőzései jelentették a mindenkori rangadót; a két csapat rivalizálása legendássá vált. Lőrincz Jenő gimnáziumi tanár híressé vált mondata szerint „ha az a gyűlölet, ami a két egyesület táborát egymás ellen hevítette, kővé változott volna, fölépült volna belőle a makói fedett sportuszoda és a gőzfürdő is.”
A csapatot később a Gépgyár is támogatta; az 1970-es években a Makói Vasas fuzionált az FK Spartacus nevet viselő másik makói futballklubbal, létrehozva a Makói Spartacus Vasas Sportegyesületet (MSVSE). 1989-ben a futballcsapat kivált az MSVSE-ből, és Makói Futball Club (Makó FC) néven önálló egyesületet hozott léte. Elnökének Vízi Istvánt választották; az ő utódja a jelenlegi elnök, Ménesi Gábor lett. A Makó FC a megyei első osztályból indulva előbb feljutott a harmadosztályba, ahol az 1990-es évek közepén kétszer is bronzérmes lett, majd 2005-ben feljutott a másodosztályba. A bajnokság struktúrájának átszervezése után az egycsoportossá szervezett NBI/B tagja lett.
2011 nyarán Botka László bejelentette, hogy a Makó FC jogán Szeged 2011 néven indul csapat az NB2-ben. Így a makóiak az NB3-ban indultak, több játékosuk is az újonnan alakult szegedi csapathoz került. A Makó a telet a tabella utolsó helyén töltötte, ám több, nyáron Szegedre került labdarúgó visszaigazolt és végül a 12. helyen végeztek a tabellán. A csapat Új neve M-foci Kft. lett.
A következő szezonban az NB3-as csapatok számának lecsökkentése miatt az egyesület kiesett a bajnokságból így két harmadosztályban eltöltött év után a megye1-es pontvadászatban kezdték meg szereplésüket.
A 2017-2018-as bajnokságot a csapat az NB3 Közép-csoportjában kezdte, ahová 4 év után sikerült visszajutnia. A szezon kezdetén adták át a felújított és immár székekkel felszerelt lelátót a szurkolók részére. Az avatóünnepségen a Ferencvárosi TC volt a csapat ellenfele.
A klub eddigi történetének legnagyobb sikerét a 2008/2009-es szezonban érte el, amikor a bajnokság másodosztályában harmadik helyezett, bronzérmes lett, és bejutott a Magyar Kupa legjobb 16 csapata közé is.
Az Erdei Ferenc téri sportpálya hivatalos nézőcsúcsa 3500 fő, egy 2008-ban megrendezett NB II-es, 2:2 végeredményű, FTC elleni meccsen mérték. Általában öt-hatszázan járnak meccsekre.
A csapat évi költségvetése az utánpótláscsapatokkal együtt 35-36 millió forint; ennek közel 40 százalékát az önkormányzat állja, a többi a jegybevételekből és a szponzoroktól jön be.
2022. szeptember 28-án bejelentették, hogy visszalépnek az NB III-tól, mivel a makói önkormányzat bezárja a sportlétesítményt a megnövekedett energiaköltségek miatt.

## Játékoskeret
A Makó FC hivatalos játékoskerete a 2020/2021-es Megye I. osztályú bajnokságban.
| Kapusok | Kapusok                |
| ------- | ---------------------- |
| 1       | Garamvölgyi Csaba Áron |
|         | Szalkai Gábor          |
| 22      | Túri Roland            |

| Hátvédek | Hátvédek        |
| -------- | --------------- |
|          | Seres Bence     |
|          | Sirokmán Zoltán |
|          | Belanka Dávid   |
|          | Buzási Péter    |
|          | Tamaskó Ádám    |
|          | Zámbori Dániel  |

| Középpályások | Középpályások        |
| ------------- | -------------------- |
|               | Magyar György        |
|               | Juhász Jónás         |
|               | Tóth Timótheusz      |
|               | Vajna Martin János   |
|               | Varga Richárd        |
|               | Széll Kristóf József |
|               | Horváth Előd         |
|               | Hegyesi Balázs       |
|               | Molnár Olivér        |
|               | Illés Dániel         |

| Csatárok | Csatárok        |
| -------- | --------------- |
| 9        | Babolek Zoltán  |
| 16       | Gémes Bence     |
|          | Vas Károly      |
|          | Varga Boldizsár |
|          | Rabecz Valter   |

## Ismertebb játékosok
| - Kutasi László - Huszárik Zsolt - Fülöp Tibor - Csák Zoltán - Faragó Bence - Szamosszegi Gábor - Kis Krisztián - Gévay Zsolt - Kovács József - Kovalik Ferenc | - Podonyi Norbert - Mórocz Zsolt - Szűcs Dániel - Frank György - Varga Róbert - Bány Tamás - Hadár Attila - Joseph Ngalle - Frank Csaba - Bress Tibor - Karsai Tibor |

## Szurkolói csoportok
Az első szervezett szurkolói csoport, a Makó FC Fan Club 2005-ben jelent meg a városban, a hangos, pirotechnikai eszközökkel kísért szurkolást eleinte idegenkedés fogadta a nézők részéről. A csoport 2007-ben feloszlott, utódja az ebben az évben megalakult Makó Company lett, amely tagjainak átlagéletkora fiatalabb, mint a korábbi Fan Clubé. A Company volt az egyetlen ilyen szervezett alakulat Makón, a csapat hazai és idegenbeli mérkőzésein váltakozó létszámmal vesz részt. Hagyományosan jó kapcsolatot ápolnak az MTE Fans (Mezőkovácsházi TE), a Blue Wizards (Karcag FC), a Viking Kaos (Tuzsér SE) és a Viking 95 (BKV Előre SC) szurkolói csoportokkal.
Jelenlegi szurkolótáboruk a Lángszórós Alakulat nevet viseli akik a Company örökségét és hagyományait folytatva szurkolnak a csapatnak otthon és idegenben egyaránt.